# Cesate
Cesate es un municipio italiano, situado en la Provincia de Milán (Lombardía).
Tiene 13.100 habitantes (censo de 2005).

## Transportes

### Aeropuerto
El aeropuerto más cercano es el de Malpensa. Cesate se sirve también del aeropuerto de Linate.

### Conexiones viales
La conexión vial principal es la A8 Milán–Como-Varese y tiene una salida en Lainate.

### Conexiones ferroviarias
En Cesate hay una estación de ferrocarril de la línea Milán-Saronno de las Ferrovie Nord y que se encuentra bastante lejana del casco antiguo del pueblo.

## Evolución demográfica
| Gráfica de evolución demográfica de Cesate entre 1861 y 2001 |
|                                                              |
| Fuente ISTAT - elaboración gráfica de Wikipedia              |

- Datos: Q42811
- Multimedia: Cesate / Q42811

1. ↑  Worldpostalcodes.org, código postal n.º 20031.
2. ↑  «Codici Catastali». Comuni-italiani.it (en italiano). Consultado el 29 de abril de 2017.